# 유흥수
유흥수(柳興洙, 1937년 12월 3일~)는 대한민국의 정치인이다.

## 개요
1937년 일제 시대 경상남도 합천군에서 태어났다. 초등학교 5학년까지 일본에 거주했고, 1950년 한국전쟁 발발 직전에 부산으로 이주했다. 경기고등학교, 서울대학교 법과대학을 졸업한 후, 1962년 제14회 고등 고시 행정과에 합격해 내무부에 입부했다. 경찰 조직에서 경력을 쌓고 1980년에 치안본부 본부장(현재 경찰청장)까지 올랐다.

### 주요 경력
- 1974년 7월 ~ 1976년 7월 : 부산직할시 경찰국장
- 1976년 7월 ~ 1979년 2월 : 내무부 치안본부 제1부장
- 1979년 2월 ~ 1980년 5월 : 내무부 치안본부 제3부장
- 1980년 5월 ~ 1980년 9월 : 서울특별시 경찰국장
- 1980년 9월 ~ 1982년 1월 : 내무부 치안본부장(제6대)
- 1982년 1월 ~ 1984년 3월 : 충청남도지사(제21대)
- 1984년 3월 : 대통령 비서실 정무제2수석비서관
- 1985년 4월 ~ 1988년 5월 : 제12대 국회의원(부산 남구·해운대구 / 민주정의당)
- 1986년 1월 ~ 1987년 1월 : 교통부 차관
- 1992년 5월 ~ 1996년 5월 : 제14대 국회의원(부산 남구 을 / 민주자유당)
- 1996년 5월 ~ 2000년 5월 : 제15대 국회의원(부산 수영구 / 신한국당)
- 2000년 5월 ~ 2004년 5월 : 제16대 국회의원(부산 수영구 / 한나라당)
- 2000년 6월 ~ 2004년 7월 : 한일의원연맹 간사장
- ~ 2012년 2월 한나라당 상임고문
- 한일친선협회중앙회 이사장
- 2012년 2월 ~ 2014년 8월 : 새누리당 상임고문
- 2014년 8월 ~ 2016년 7월 : 주일본 대사
- 2016년 10월 ~ 2016년 12월 : 새누리당 상임고문
- 2016년 12월 : 자유한국당 상임고문
- 미래통합당 상임고문
- 국민의힘 상임고문
- 2019년 3월 ~ : 제16대 한일친선협회중앙회 회장
- 2021년 3월 ~ 2021년 4월: 국민의힘 부산시당 4.7 부산시장 보궐선거 선거대책위원회 명예선거대책위원장
- 2022년 5월 ~ 2022년 6월: 국민의힘 제8회 지방선거 부산 선거대책위원회 명예선대위원장
- 2022년 12월 ~ 2023년 3월: 국민의힘 당대표 및 최고위원 선출을 위한 중앙당 선거관리위원회 위원장

## 학력
- 1950년 수정국민학교 졸업
- 1953년 경남중학교 졸업
- 1956년 경기고등학교 졸업
- 1960년 서울대학교 법과대학 LL.B.
- 1963년 서울대학교 행정대학원 행정학 석사

### 명예 박사 학위
- 1997년 부경대학교 명예법학 박사

## 영전
- 2011년 욱일중수장[2]

- 2016년 욱일대수장[3]

## 역대 선거 결과
|  | 32.51% |

|  | 33.52% |

|  | 66.45% |

|  | 58.13% |

|  | 60.47% |

## 소속 정당
| 소속 정당 | 소속 정당  | 소속 기간 | 비고           |
| --------- | ---------- | --------- | -------------- |
|           | 민주정의당 | 1985~1990 | 정계 입문      |
|           | 민주자유당 | 1995~1997 | 당명 변경      |
|           | 신한국당   | 1995~1997 | 당명 변경      |
|           | 한나라당   | 1997~2012 | 합당           |
|           | 새누리당   | 2012~2014 | 당명 변경      |
|           | 무소속     | 2014~2016 | 탈당           |
|           | 새누리당   | 2016~2017 | 복당 정계 은퇴 |
|           | 자유한국당 | 2017~2020 | 당명 변경      |
|           | 미래통합당 | 2020      | 합당           |
|           | 국민의힘   | 2020~현재 | 당명 변경      |

## 같이 보기
- 남구·해운대구
- 부산 남구의 국회의원
- 부산 해운대구의 국회의원
- 남구 을 (1988년 부산 선거구)
- 수영구 (선거구)
- 부산 수영구의 국회의원
- 충청남도지사
- 대한민국의 경찰청장
- 대한민국의 국토교통부 차관
- 대한민국의 대통령비서실 수석비서관
- 주일대사